# Shadow Complex
Shadow Complex es un juego de plataformas desarrollado por Chair Entertainment junto con Epic Games y distribuido por Microsoft Game Studios para Xbox Live Arcade. El juego utiliza el motor Unreal Engine 3. Cliff Bleszinski, consultor de diseño en Epic Games para Shadow Complex, comentó durante la presentación en la E3 del 2009 que el juego estaría basado en la novela de Orson Scott Card, Imperio, y que encajaría como secuela al libro Hidden Empire, que se publicará a finales de 2009.
El guion del juego está escrito por Peter David, guionista de varios cómics y novelista de Star Trek.

## Modo de juego
Shadow Complex se presenta en un formato de 2.5 dimensiones, es decir, el entorno está recreado en 3 dimensiones, pero el personaje únicamente puede moverse en dos dimensiones, reproduciendo así un entorno similar a los clásicos juegos side-scrolling. Sin embargo, los enemigos pueden moverse en cualquier dirección, por lo que se utiliza un sistema de apuntado automático del arma para permitir al jugador disparar a aquellos enemigos u objetos que están fuera del plano 2D. El jugador puede utilizar el stick derecho para apuntar con un haz de rayo láser. La jugabilidad de Shadow Complex está inspirada en Super Metroid y Castlevania: Symphony of the Night. Algunas similitudes con Super Metroid son el mapa que muestra la localización de objetivos y mejoras, una gran cantidad de objetos ocultos, paneles y puertas codificadas con un color, objetos que únicamente pueden ser destruidos utilizando un determinado tipo de arma, habilidades como un acelerador de velocidad supersónica, doble y triple salto, y un desafío denominado "Jason Bailey", llamado así por el código Justin Bailey del juego original  Metroid de la NES. La munición del arma básica del jugador es ilimitada, mientras que otras armas secundarias tienen una capacidad limitada hasta una cantidad máxima de mejoras que podremos ir consiguiendo a lo largo del juego. Podemos utilizar también ataques cuerpo a cuerpo en las batallas de corto alcance, que nos proporcionan un multiplicador de puntuación acumulativo. El jugador puede ir mejorando su armadura para integrarle una serie de capacidades adicionales, evolucionando desde armas convencionales y una armadura básica, a la obtención de un exoesqueleto mecánico totalmente equipado en última instancia. Se puede grabar en varios puntos del juego, así como restituir la cantidad de energía y rellenar munición.
El juego recompensa al jugador con puntos de experiencia a medida que completa objetivos y derrota a enemigos. Se pueden conseguir hasta 50 niveles de experiencia, cada uno de esos niveles aumenta las características básicas del personaje como la mejora en la precisión de las armas o la resistencia a daños; en determinados niveles se pueden obtener mejoras especiales como por ejemplo desvelar el mapa completo, o munición ilimitada para el armamento extra. Cuando el jugador empieza un juego nuevo, se pierde todas las armas e ítems que se pudieran haber adquirido, pero se mantiene el nivel de experiencia que consiguió en anteriores partidas.
Además de la campaña principal, hay disponibles un número de niveles de desafío llamados "Proving Grounds", donde se reta al jugados a conseguir salir de una habitación utilizando un número limitado de ítems y energía. Los jugadores se clasificarán en función del tiempo requerido para completar el desafío y otros objetivos cuando consigan completarlos. Las puntuaciones y estadísticas de la campaña principal y el grupo de entrenamiento se almacenan en clasificaciones en línea.

## Argumento
Jason Flemming (voz de Nolan North en la versión inglesa) y su nueva novia Claire (voz de  Eliza Jane Schneider en la versión inglesa) están haciendo excursionismo en el noroeste del Pacífico, cuando encuentran unas cavernas. Claire decide explorarlas, comentando que solía ir allí cuando era pequeña, pero cuando deja de responder a las llamadas de Jason, éste decide seguirla. Así se encuentra con un enorme complejo bajo tierra custodiado por numerosos soldados con tecnología militar de última generación. Consigue encontrar y seguir a unos hombres que están arrastrando a Claire a través del complejo y finalmente consigue rescatarla. Sin embargo, ambos han oído una conversación entre soldados acerca de su grupo, los Progressive Restoration, en la que se intuye que están listos para iniciar un ataque por todo Estados Unidos. Jason escolta a Claire a la entrada para que contacte con las autoridades, mientras que Jason utiliza los dispositivos de última generación para infiltrarse más aún por el complejo e intentar averiguar algo más al respecto del plan. Así conoce a Lucius, el líder de la Restoration, que le revela el objetivo último consistente en provocar una guerra civil en los Estados Unidos, permitiendo así a su grupo a tomar el control; Lucius además le revela que ya han asesinado al Vicepresidente de los Estados Unidos unos días antes y que ahora están ultimando el envío de una aeronave para atacar a San Francisco, California. Jason consigue destruir la aeronave con los misiles obtenidos en el complejo, y arrincona a Lucius antes de que pueda escapar. Lucius solicita piedad mientras Jason le apunta con el arma, que duda en el acto de dispararle. De repente Lucius es disparado en la cabeza por Claire, que llega en helicóptero. Claire le da a conocer a Jason que ella trabaja para la Agencia de Seguridad Nacional y que estaba investigando a la Restoration desde hace un tiempo, y que además se sentía muy atraída por Jason después de verle como una persona capaz de conseguir la infiltración a la base. Jason deja el área con Claire. La historia continua con la novela Empire en la cual el Presidente de los Estados Unidos es asesinado horas después de la muerte del vicepresidente y están a punto de llevarse a cabo los planes para provocar la guerra civil.
Un final alternativo puede conseguirse en el juego, en el cual Jason escapa del complejo y abandona a Clair a su suerte. Se ve a Jason alejándose con el Jeep y comentando "Eh, muchos peces en el mar."

## Desarrollo
Donald Mustard, director creativo de Chair Entertainment's declaró que buena parte de Shadow Complex está basada en Super Metroid, un videojuego que considera "el cénit del diseño de los juegos 2D". Se marcaron como referencia el crear un estilo de juego similar a Metroid. El primer mes de desarrollo el equipo lo dedicó a jugar a los diferentes juegos Metroid para establecer la filosofía y conceptos de este tipo de juegos de cara a mejorar algunas secciones y evitar caer en los fallos presentes en estos juegos. El proceso de diseño de Chair empezó por establecer y dibujar el mundo del juego en papel milimetrado, utilizando los conceptos de juegos basados en "tiles" para modelar el mundo, a pesar de que el juego final no iba a estar basado en "tiles". Durante este proceso se establecieron ciertas reglas, como por ejemplo cuán alto podría saltar el personaje en función de las múltiples mejoras, o cuánto debía correr el personaje antes de que un cierto poder se activara. Entonces estudiaron este mapa en papel para asegurarse de que todas las partes del juego pudieran terminarse sin problemas. Este mapa lo utilizaron también en el proceso de medición del juego, asegurándose así que el interés del jugador se mantendría aunque adquiriese más y más mejoras. Con la utilidad de brocha del Unreal Engine, construyeron rápidamente su mapa de papel en el motor 3D, utilizando un cilindro para representar al jugador. Después de trabajar en refinar la sensación del jugador en los controles de movimiento en este mapa simplificado, empezaron el prototipo del resto del juego.
Aunque el juego está directamente influenciado por Metroid, el equipo de desarrollo tuvo que alterar algunos de los principios de la serie debido a la naturaleza de este juego no basada en "tiles". Mustard cuenta que muchos jugadores de la serie Metroid "bombardearían todos los cuadrados" para descubrir áreas secretas, pero esto no iba a ser así en Shadow Complex. En cambio, se basaron en el uso de la iluminación para enfocar la atención del usuario en ciertas áreas, y crearon la utilidad de la linterna en el juego que permitiría descubrir los secretos cuando se iluminaran con ella. Además utilizaron la iluminación y una profundidad de campo baja para reducir la cantidad de perspectiva en la vista 3D del juego, permitiendo así resaltar las características principales del mundo para el jugador sin sacrificar la naturaleza 3D del entorno.
La mayor parte de los cuatro años dedicados al desarrollo del juego se enfocaron en los controles del juego asegurándose de que funcionaban, ya que Mustard creía que si los controles no eran suaves, el juego habría tenido una mala acogida. Esto incluía la incorporación del apuntado con las armas con el control izquierdo del mando y otros elementos tácticos como disparar mientras estamos cubriéndonos al estilo de juegos como Gears of War. Siendo el juego publicado por Microsoft Game Studios, el equipo de desarrollo tuvo acceso a los testeadores de juegos de Microsoft, que ayudaron a identificar otros problemas ocasiaonados con el diseño de las áreas de juego originales. Esto llevó al desarrollo de la opción para mostrar una línea azul en el mapa del juego que mostraría al jugador donde debía dirigirse en cada momento. Mustard se dio cuenta de que esto podría ser un handicap para el juego, ya que aunque ayudaría a guiar a los jugadores para no quedarse estancados en alguna fase, en cambio provocaría que los jugadores se volvieran demasiado dependientes de la línea y la seguirían continuamente sin pararse a explorar el resto del mundo del juego. Para contrarrestar esto, hicieron que la línea mostrara el camino general que debía ser seguido pero incluyeron partes del mundo donde el jugador debería obligatoriamente desviarse del camino sugerido para evitar algún obstáculo o recoger una mejora necesaria.
Mustard considera ideal el estilo minimalista de la historia de Super Metroid, y aunque estima que la narrativa en la historia presente en Metroid Fusion es un acierto, también piensa que añade demasiado detalle. Además, el equipo de desarrollo eligió utilizar un diálogo mínimo, de cara a permitir que la historia se fuera desarrollando mediante las características y el diseño del juego. La historia de Shadow Complex' se nutre del cariño que tiene el equipo de desarrollo del personaje de G.I. Joe, donde se enfrentan héroes contra enemigos con tecnología de última generación. Como Mustard y algunos componentes de Chair habían trabajado con Orson Scott Card durante el desarrollo de Advent Rising, le contaron acerca de la historia de su nuevo juego para evitar hacer una copia del concepto de G.I. Joe. Card les planteó la idea de una facción de los Estados Unidos que querían crear un gobierno imperialista, que cuadraría bien con el concepto que tenía Chair.  Card, cautivado con la idea, empezó a escribir Empire, consiguiendo que toda la historia de la novela enlazara perfectamente con Shadow Complex, mientras Chair terminaba de desarrollar su anterior juego, Undertow. Una vez Chair retomó el proyecto de Shadow Complex, se pusieron en contacto con el escritor de cómics Peter David para que les ayudara a cuadrar la novela de Card con su juego. Mustard comentó la habilidad de David para mantener la creatividad del guion incluso cuando determinados eventos ya venían obligados por parte del guion, es decir, los acontecimientos desarrollados en  Empire y su secuela Hidden Empire.

## Banda sonora
La canción que suena durante los créditos finales es "Light of the Day, Dark of the Night" de Shaun Barrowes.

## Recepción
Shadow Complex ha sido recibido unánimemente con críticas positivas. IGN le ha dado un 9.4 sobre 10, declarándolo uno de los mejores juegos del año, destacando la sensación de juego y sus gráficos, a pesar de "tener algunos problemillas con el apuntado". Ars Technica de dio como veredicto "Cómpralo," diciendo que  Shadow Complex "puede ser uno de los mejores juegos de la temporada" y que "es un juego obligado de jugar para aquellos buscando por una mezcla entre clásico y novedoso." Jeff Gerstmann de Giant Bomb le ha dado al juego 5 estrellas de 5, escribiendo "la calidad de Shadow Complex lo hace bien merecedor de su precio en la etiqueta de $15."
X-Play también le ha dado al juego un 5 de 5. GamePro le dio 4.5 estrellas de 5, diciendo que el juego es la prueba de que "el DLC no tiene por que ser 'disappointingly little content.'" TeamXbox le ha dado al juego un 9.4 de 10, mencionando que "... es genial, realmente genial. Fácilmente uno de los mejores nuevos juegos que vas a poder jugar en tu Xbox 360 este año..."